# Ulrich Kühn (Fußballspieler)
Ulrich Kühn (* 4. September 1951) war Fußballspieler in der DDR-Oberliga. In der höchsten Fußball-Liga der DDR spielte er für Wismut Gera und den Halleschen FC Chemie.

## Sportliche Laufbahn
Kühn war bis 1972 Torwart bei der TSG Apolda, mit der er zuletzt in der drittklassigen Bezirksliga Erfurt spielte. 1972 wechselte der 1,90 m große Torwart zum FC Carl Zeiss Jena und wurde dort bis 1976 in der 2. Mannschaft eingesetzt, die in der zweitklassigen DDR-Liga spielte. Nachdem die 2. Mannschaft infolge der Einführung der Nachwuchs-Oberliga in die Bezirksliga zurückgestuft wurde, verließ Kühn Jena und schloss sich dem DDR-Ligisten Wismut Gera an. Dort war er zunächst hinter Peter Winkler zweiter Torwart und bestritt in seiner ersten Geraer Spielzeit acht Punktspiele in der DDR-Liga. Wismut Gera schloss die Saison als Aufsteiger in die Oberliga ab. In seiner ersten Oberligasaison stand Kühn vom 7. Spieltag an im Tor der Geraer und wurde bis zum Saisonende dort regelmäßig eingesetzt, sodass er auf 18 Oberligaspiele kam. Wismut Gera konnte sich nur ein Jahr lang in der Oberliga behaupten.
Nach dem Abstieg wechselte Kühn zum Oberligisten Hallescher FC Chemie. Obwohl nur als zweiter Torwart hinter Frank Jaenecke nominiert, lösten Kühn seinen Kontrahenten bereits am 2. Spieltag der Saison 1978/79 ab und avancierte zum Stammtorwart der Hallenser mit 20 Punktspieleinsätzen. Für die Saison 1979/80 wurde Kühn zur Nummer eins im HFC-Tor ernannt, verletzte sich aber am 10. Spieltag so schwer, dass er für den Rest der Saison nicht mehr zum Einsatz kam. Erst am 12. Spieltag der Saison 1980/81 kam Kühn wieder in das Tor der Oberligamannschaft zurück und hütete es durchgehend bis auf die letzten beiden Spieltage. Seine letzte Oberligaspielzeit bestritt Kühn 1981/82. Nach den ersten vier Spieltagen wurde er vom neun Jahre jüngeren Michael Walther abgelöst und kam bis zum Saisonende nur noch in Abständen in vier weiteren Oberligaspielen zum Einsatz. Im Sommer 1982 beendete Kühn aus gesundheitlichen Gründen seine Laufbahn als Leistungssportler.
Innerhalb von fünf Spielzeiten war er in 69 Oberligaspielen eingesetzt worden, davon entfallen 51 auf den Halleschen FC Chemie.